# Цельс (патрикій)
Цельс (лат. Celsus; д/н — після 569) — патрикій Арльського Провансу в 561—570 роках.

## Життєпис

Розділ Франкського королівства після смерті Хлотара І (561)

Про походження його нічого невідомо. 561 року після поділу Провансу між братами — королями Сігібертом I, королем Австразії, і Гунтрамном, королем Бургундії, призначається ректором Арльського Провансу.
Близько 566/568 років мешканці Клермона та франкські дружинники на чолі з Фірміном та Адоварієм за наказом Сіґіберта I захопили місто Арль. Мешканці міста принесли присягу королю Австразії. Назустріч завойовникам виступив Цельс, який захопив Авіньйон, володіння Сіґіберта I, та взяв в облогу Арль. Місцевий єпископ Сабауд хитрістю вивів вояків Сіґіберта з Арля, закликавши їх стати в бій проти Цельса поблизу фортечних стін. Фірмін та Адоварій програли битву, а намагаючись повернутись до міста, наразились на організований спротив городян. Опинившись у пастці, воїни почали рятуватись втечею, перепливаючи річку Рону. Багато хто з них потонув. Після повернення Арля Гунтрамн віддав Авіньйон назад братові. Можливо саме за цей успіх отримав посаду патрикія Провансу.
Цельс перебував на посаді до 569 року. Подальша доля невідома. Можливо загинув у війні з лангобардами. Його замінив Амат, який також невдовзі загинув у війні з лангобардами.